# Moskéstaden Bagerhat

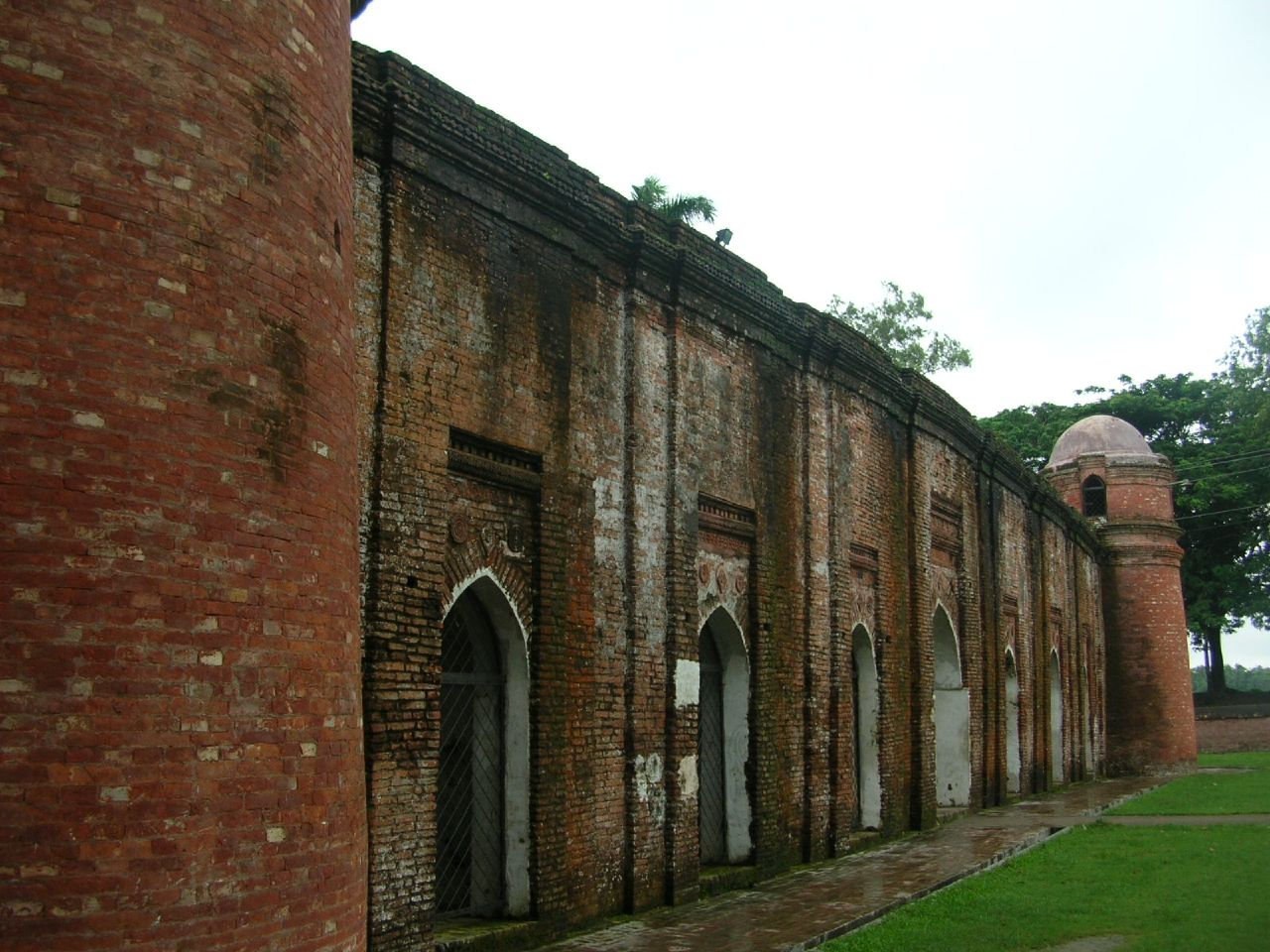
Moské i Bagerhat

Moskéstaden Bagherhat (bengali: মসজিদের শহর বাগেরহাট) ligger i utkanten av staden Bagherat i provinsen Khulna i sydvästra Bangladesh. Bagerhat ligger cirka 25 km sydost om Khulna och 320 km sydväst om Dhaka. Här grundades på 1400-talet staden Khalifatabad av den turkiska generalen Khan Jahan, och har kallats "Bengalsultanatets myntpräglingsstad",. I området finns ett stort antal moskéer och andra islamska monument vilka är huvudanledningen till att platsen 1983 blev uppsatt på Unescos Världsarvslista.
Den historiska staden, listad av Forbes som en av de 15 förlorade städerna i världen, har över 50 islamiska monument, som har hittats efter att man tagit bort vegetation som täckt dem i århundraden. Platsen blev 1983 ett världsarv under kriterium iv, "som ett enastående exempel på en arkitektonisk ensemble som illustrerar ett betydelsefullt steg i människans historia", av vilka Sextiopelarmoskén (Shat Gombuj Masjid på Urdu) med 60 pelare och 77 kupoler är den mest kända. Vid sidan om dessa monument, finns även Khan Jahans mausoleum, Singarmoskén, Bibi Begnimoskén, Reza Khodamoskén och Zindavirmoskén bland de unika monumenten.

## Geografi
Moskéstaden ligger vid floden Ganges och Brahmaputras sammanflöde, omkring 60 km från havet. Staden är spridd över ett 50 km2 stort område invid Moribundgrenen av floden Bhairab längs en 6 km lång sträcka (i en öst-västlig riktning och cirka 25 km bred i nord-sydlig riktning), som var en del av Sundarbans mangroveskogar. Enligt numismatiska källor byggdes den upp på 1400-talet och var känd som Khalifatabad på 1500-talet. Med tanke på den täta skogsvegetationen med tigrar, utvecklades staden med en unik infrastruktur för att göra den beboelig. Idag är samtliga monument som förr stod i en orörd miljö belägna i ett område med jordbruksmark omgivet av palmträd.

## Historia

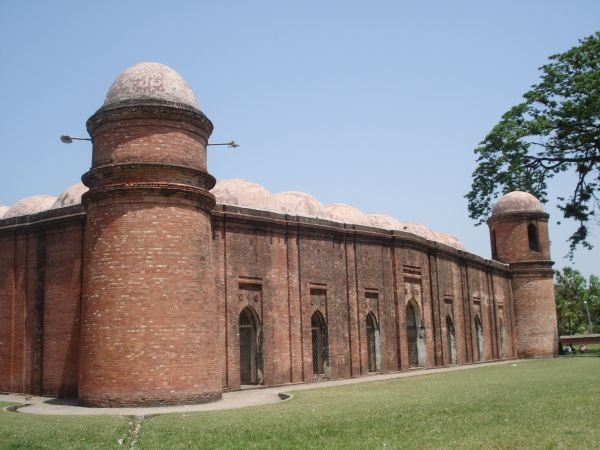
Vy över den historiska Shat Gombujmoskén

Dagens Bagerhats historia kan spåras till det bengaliska sultanatet under sultanen Nasir al-din Mahmud Shah (1442–1459). Det grundades av Ulug Khan Jahan (1433–1459), en administratör under Sultanatet på 1400-talet; en inskription på hans grav här nämner 1459 som hans dödsår, vilket vittnar om att staden växte fram i mitten på 1400-talet. Han hade ansvar för att grunda en planerad stadskommun med vägar, broar och dricksvattenreservoarer (dammar - av vilka två ännu finns kvar, närmare bestämt Ghoradighi och Dargadighi), samt ett stort antal moskéer och gravar, men också palats samt hans eget mausoleum, alla i samma stil, känd som “Khan Jahanstilen”; Khan Jehan bodde också i staden och bedrev ett omfattande filantropiskt arbete. Det nämns också att Delhisultanatet, av politiska och religiösa orsaker, ville grunda en Islamisk utpost i den då avlägsna delen av Indien i Bengalen och att Ulug Khan Jahan anförtroddes att ta sig an denna fråga.
Ulug Khan var inte bara känd för sin unika förmåga som administratör (han administrerade distrikten Jhenaidah, Sathkira, Patuakhali och Barisal i Södra Bengalen) och byggare, utan även som pir, en person som skydde personligt upphöjande (som skydde kungliga titlar och inte gav ut mynt i sitt namn). Hans grav vördas därför i Bangladesh och attraherar ett stort antal pilgrimer varje år.
En studie av tio moskéer och gravar i staden avslöjar att sju av dem, närmare bestämt Shait Gumbazmoskén, som ligger intill Ulug Khans grav, Ranbijaypurmoskén, Bibi Begnimoskén, Shingramoskén, Chunakholamoskén och Moskén med nio kupoler är i Ulugh Khan-stil; de andra tre moskéerna, uppförda senare, är Moskén med tio kupoler, Rezai Khanmoskén och Zinda Pirs grav.
1895 genomfördes en omfattande undersökning av området och ett restaureringsarbete av Shait Gumbazmoskén drog igång 1903-1904. 1907-1908 restaurerades delar av taket och de 28 kupolerna
1982-1983 drog Unesco upp en handlingsplan för Bagerhatområdet och 1985 fick detta världsarvsstatus.